# 柳下大
柳下 大（やなぎした とも、1988年6月3日 - ）は、日本の俳優。神奈川県出身。過去の所属事務所はワタナベエンターテインメント。同事務所所属の若手男性俳優集団 元D-BOYSおよび音楽ユニットD☆DATEのメンバーであった。俳優の柳下陸は弟。

## 略歴
- 2006年9月、第3回D-BOYSオーディショングランプリを受賞[1]。
- 2006年12月にD-BOYSに加入、同年『ミュージカル テニスの王子様』に3代目青学・海堂薫役として出演する。
- 2010年9月- 11月、『D-BOYS STAGE 2010 trial-3「アメリカ」』（演出・赤堀雅秋）で舞台初主演[2]。
- 2011年2月、つかこうへい作の舞台『熱海殺人事件』に出演[3]。
- 2012年6月29日、D☆DATEライブツアー最終公演（東京ドームシティホール）にてD☆DATE加入を発表[4]。
- 2012年8月、舞台『タンブリング vol.3』に主演[5][6]。
- 2013年8月-10月、舞台『真田十勇士』に猿飛佐助役で出演。再演（2015年）も同役で出演。
- 2014年2月、舞台『熱海殺人事件』に再び大山金太郎役で出演。
- 2020年9月30日、同日付でワタナベエンターテインメントを退所し、芸能界引退をブログで報告。また、一般女性との結婚も発表した[7]。
- 2024年9月9日、コンサルティング会社へ就職し2年間働いていたが、俳優活動を再開させることを自身のInstagramを通じて発表した[8]。

## 人物
- 双子座、身長173cm[9]。
- 特技はスノーボード、スキー、ヒップホップダンス。
- 好物は焼き肉・抹茶フラペチーノ・お寿司。料理が得意。手先が器用。
- もともと、オフのときは、一人でいることが多く、それを好んでいる。そのため、趣味も、ダーツなどの一人でできるものが多い。[10]
- 俳優の窪田正孝が同じ高校だったことなどから芸能界に興味を持ち、D-BOYSオーディションを受ける[11]。
- 同じD-BOYSの瀬戸康史と仲が良い。また互いのことをライバルとも話している[12]。
- EXILEのファン[注釈 1]。

## 出演

### テレビドラマ
- 名探偵コナンドラマスペシャル「工藤新一への挑戦状〜さよならまでの序章（プロローグ）〜」（2006年10月2日、読売テレビ） - 生徒 役
- 砂時計（2007年3月 - 6月、TBS） - 園田洋介 役
- のぞき屋 第10話 - 12話（2007年4月 - 7月、テレビ東京） - 寺門武士 役
- 恋愛診断「翼のカケラ」（2007年7月、テレビ東京） - 主演・天野翼 役
- 世にも奇妙な物語 '07秋の特別編「未来同窓会」（2007年10月2日、フジテレビ） - 一ノ瀬 役
- ドラマ30「みこん六姉妹2」（2008年3月 - 5月、中部日本放送） - 青木俊 役
- 赤い糸（2008年12月6日 - 2009年2月28日、フジテレビ） - 藤原夏樹 役
- 金曜プレステージ「いじわるばあさん」（2009年1月9日、フジテレビ） - 伊藤翔太郎 役
- 命のバトン〜最高の人生の終わり方（2009年6月24日・25日、テレビ東京） - 伊藤隼人 役
- サムライ・ハイスクール（2009年10月 - 12月、日本テレビ） - 和田大介 役
- 新撰組 PEACE MAKER（2010年1月 - 3月、毎日放送） - 沖田総司 役
- タンブリング （2010年4月 - 6月、TBS） - 水沢拓 役
- 月曜ゴールデン「弁護士 一之瀬凛子3」（2010年12月6日、TBS） - 望月大輔 役
- 土曜ワイド劇場「はみだし弁護士・巽志郎11」（2011年4月16日、朝日放送） - 大信田光一 役
- 下流の宴　第3話・4話・6話（2011年6月 - 7月、NHK） - 糸数裕亜 役
- 金曜プレステージ「絶対零度 〜未解決事件特命捜査〜 Special」（2011年7月8日、フジテレビ） - 山本基喜 役
- 花ざかりの君たちへ〜イケメン☆パラダイス〜2011（2011年7月 - 9月、フジテレビ） - 萱島大樹 役
- 土曜ドラマスペシャル「あっこと僕らが生きた夏」（2012年4月14日・21日、NHK） - 仲根良幸 役
- D×TOWN「痕跡や」（2012年9月7日 - 28日、テレビ東京） - 主演・井口駿太郎 役
- 私と彼とおしゃべりクルマ（2012年9月22日・29日、フジテレビ） - 東條恵介 役[13]（出演は前編のみ）
- 科捜研の女 第12シリーズ 第1話（2013年1月10日、テレビ朝日） - 東勇司 役
- 連続テレビ小説「純と愛」 第23週（2013年3月6日・8日・9日、NHK） - 平良勝 役
- 確証〜警視庁捜査3課（2013年4月 - 6月、TBS） - 小渕貴大 役
- 連続ドラマW「配達されたい私たち」 第4話（2013年6月2日、WOWOW） - 飯干光太郎 役
- ハクバノ王子サマ 純愛適齢期（2013年10月 - 12月、読売テレビ・日本テレビ） - 今村高志 役
- 花咲くあした（2014年1月 - 2月、NHK BSプレミアム） - 森勇太 役
- 金曜ロードSHOW!特別ドラマ企画「最高のおもてなし」 （2014年2月28日、日本テレビ） - 青木 役
- 大河ドラマ「軍師官兵衛」 第28話（2014年7月13日、NHK） - 小寺氏職 役
- 獣医さん、事件ですよ 第5話（2014年7月31日、読売テレビ・日本テレビ） - 真田雄一 役
- 水曜ミステリー9「監察医 篠宮葉月 死体は語る15」（2014年8月27日、テレビ東京） - 望月一彦 役
- SHARE（2014年8月30日、フジテレビ） - 高梨栄二 役[14]
- 藤沢周平 新ドラマシリーズ「果し合い」（2015年10月31日、BSスカパー、監督：杉田成道） - 松崎信次郎 役[15]
- 結婚式の前日に 第7話・第8話（2015年11月24日・12月1日、TBS） - 桐山徹 役
- 土曜ワイド劇場「刑事一徹」（2016年7月23日、テレビ朝日） - 杉田隼人 役
- 三匹のおっさん3〜正義の味方、みたび!!〜 第1話（2017年1月20日、テレビ東京） - 岩下伸吾 役
- 連続ドラマW「銭形警部 漆黒の犯罪ファイル」 第1話・第2話（2017年2月19日・26日、WOWOW） - 富永祐一 役
- みをつくし料理帖（2017年5月13日 - 7月8日、NHK総合） - 佐兵衛 役
  - みをつくし料理帖スペシャル（2019年12月、NHK総合）
- 恋する香港（2017年10月9日 - 30日、毎日放送 / 10月11日 - 11月1日、TBS） - 阿久津 役
- BS笑点ドラマスペシャル 桂歌丸（2017年10月9日、BS日テレ） - 古今亭米五郎 役[16]
- 未解決の女 警視庁文書捜査官 第6話（2018年5月24日、テレビ朝日） - 磯野賢治 役
- 主婦カツ! 第7話（2018年11月18日、NHK BSプレミアム） - 大野亮介 役
- スキャンダル専門弁護士 QUEEN 第7話（2019年2月21日、フジテレビ） - 工藤海斗 役
- 大富豪同心（2019年5月10日 - 7月12日、NHK BSプレミアム / 10月5日 - 2020年1月11日、NHK総合） - 由利之丞 役

### 映画
- タクミくんシリーズ「そして春風にささやいて」（2007年12月、ビデオプランニング） - 主演・葉山託生 役
- ブラブラバンバン（2008年3月、トルネード・フィルム） - 田端良久 役
- 櫻の園（2008年11月、松竹） - 町田州 役
- シャカリキ!（2008年9月） - バンドマン 役
- 大河ロマンシリーズ三部作 第一部「男女逆転 吉原遊郭」（2008年10月、エスピーオー） - 主演・鷹尾 役 / 小次郎 役
- 赤い糸（2008年12月、松竹） - 藤原夏樹 役
- 書の道（2009年12月、Thanks Lab.） - 主演・小室駿一 役
- ヴァンパイア・ストーリーズ BROTHERS（2011年10月、ブロスタTV /Thanks Lab） - 主演・セイ 役
- ヴァンパイア・ストーリーズ CHASERS（2011年10月、ブロスタTV /Thanks Lab） - セイ 役[17]
- 紅葉橋（2018年8月、エヌオーフォー） - 主演・朝井峻佑 役

### 舞台
- ミュージカル「テニスの王子様」 - 海堂薫 役
  - Absolute King立海 feat.六角 〜First Service（2006年12月 - 2007年1月）
  - Dream Live 4th（2007年3月）
  - Dream Live 4th Extra in 大阪（2007年5月）
  - Absolute King 立海 feat.六角 〜Second Service（2007年8月 - 9月）
  - Progressive Match 比嘉 feat.立海（2007年12月 - 2008年2月） ※平田裕一郎とのダブルキャスト
  - Dream Live 5th（2008年5月） ※平田裕一郎とのダブルキャスト
- Dステ（D-BOYS STAGE）[18]
  - vol.1「完売御礼」（2007年6月、全労済ホールスペース・ゼロ、演出：茅野イサム） - 柳下清 / 藤堂平助 役
  - vol.2「ラストゲーム〜最後の早慶戦〜」（2008年6月 - 7月、青山劇場/大阪シアターBRAVA、作：羽原大介/演出：茅野イサム） - 金本明夫 役
  - vol.3「鴉〜KARASU〜04」（2009年4月、青山劇場/大阪シアターBRAVA、作：羽原大介/演出：茅野イサム） - 太一 役
  - 2010 trial-3「アメリカ」（2010年9月 - 11月、本多劇場/紀伊國屋ホール 他、作・演出：赤堀雅秋） - 主演・加藤稔 役
  - 2011 9th「検察側の証人 〜麻布広尾町殺人事件〜」（2011年10月 - 11月、青山劇場、大阪シアターBRAVA、演出：鈴木裕美） - 立花洋一 役
  - 2012 10th「淋しいマグネット」（2012年4月 - 5月、bunkamuraシアターコクーン/大阪シアターBRAVA、演出：茅野イサム） - シオン 役
  - 2015 16th「GARANTID」（2015年5月、東京芸術劇場プレイハウス/兵庫県立芸術文化センター阪急中ホール、演出：謝珠栄） - 主演・紀元 役
  - 2016 19th「お気に召すまま」（2016年10月 - 11月、本多劇場/兵庫県立芸術文化センター阪急中ホール、演出：青木豪） - オーランドー 役
- OUT OF ORDER 〜偉人伝心〜（2007年3月、青山劇場） - ゲスト
- スイッチを押すとき〜君達はなぜ生きているんだ？〜（2007年10月 - 11月、新国立劇場、演出：岡本貴也） - 小暮君明 役
- 熱海殺人事件NEXT〜くわえ煙草伝兵衛捜査日誌〜（2011年2月、紀伊國屋ホール、演出：岡村俊一） - 大山金太郎 役
- タンブリング vol.3 （2012年8月 - 9月、東京国際フォーラムホールC/大阪シアターBRAVA/赤坂ACTシアター、演出：増田哲治） - 主演・水沢拓 役
- 真田十勇士（2013年8月 - 10月、赤坂ACTシアター/中日劇場/梅田芸術劇場メインホール、作：中島かずき/演出：宮田慶子） - 猿飛佐助 役
- 熱海殺人事件 Battle Royal（2014年2月、紀伊國屋ホール、演出：岡村俊一） - 大山金太郎 役
- ブロードウェイ・ミュージカル「アダムス・ファミリー」（2014年4月 - 5月、青山劇場/KAAT神奈川芸術劇場　他、演出：白井晃） - ルーカス 役
- 日本劇作家大会2014豊岡大会 スペシャルリーディング「をんな善哉」（2014年6月14日、城崎国際アートセンター、作：鈴木聡/演出：中津留章仁） - 岡本瞬 役[19]
- ミュージカル「Familia -4月25日誕生の日-」（2014年11月 - 12月、東京芸術劇場プレイハウス　他、演出：謝珠栄） - アリソン 役
- 真田十勇士・再演（2015年1月 - 2月、赤坂ACTシアター/中日劇場/梅田芸術劇場メインホール/キャナルシティ劇場、作：中島かずき/演出：宮田慶子） - 猿飛佐助 役
- つかこうへいTriple impact「いつも心に太陽を」（2015年2月 - 3月、紀伊國屋ホール/森ノ宮ピロティホール、演出：岡村俊一） - 主演・青木シゲル 役
- オーファンズ（2016年2月、東京芸術劇場シアターウエスト/新神戸オリエンタル劇場、演出：宮田慶子） - 主演・トリート 役[20]
- 御宿かわせみ（2016年5月、明治座、演出：G2） - 天野宗太郎 役
- 朗読劇「ラヴ・レターズ」（2016年6月27日、パルコ劇場、演出：青井陽治） - アンディ 役 [21]
- 葛河思潮社 第五回公演「浮標」（2016年8月 - 9月、KAAT神奈川芸術劇場/世田谷パブリックシアター　他、演出：長塚圭史）- 利男 役
- ミュージカル「手紙」（2017年1月 - 2月、新国立劇場小劇場/新神戸オリエンタル劇場、演出：藤田俊太郎） - 主演・武島直貴 役
- 怪談 牡丹燈籠（2017年7月、すみだパークスタジオ倉、演出：森新太郎）- 主演・萩原新三郎 役[22]
- Shakespeare’s R&J ～シェイクスピアのロミオとジュリエット～ （2018年1月 - 2月、シアタートラム 他、演出：田中麻衣子） - ジュリエット 他 役
- ロックミュージカル「5DAYS 辺境のロミオとジュリエット」(2018年4月、KAAT神奈川芸術劇場 中スタジオ、演出：石丸さち子)  - ポドフ 役
- 二兎社「ザ・空気 ver.2　誰も書いてはならぬ」（2018年6月 - 9月、演出：永井愛） - 小林司 役[23]
- 劇団☆新感線「メタルマクベス」disc3（2018年11月 - 12月 、IHIステージアラウンド東京、作：宮藤官九郎/演出：いのうえひでのり）- グレコ/マクダフ柳下 役
- おぶちゃ7周年記念公演「ポエム同好会」(2024年10月、中目黒キンケロ・シアター、作演出：大部恭平)　- 弓崎力也　役
- つかこうへい戦後80年に問う 革命ミュージカル「新・幕末純情伝」（2025年8月〈予定〉、紀伊國屋ホール、作：つかこうへい/演出：岡村俊一） - 土方歳三 役[24][25]
- おぶちゃ8周年記念公演「魔法使いのパレード（仮題）」（2025年10月、横浜赤レンガ倉庫1号館 3Fホール、作：西野亮廣/演出：川本成）[26]

### 携帯電話配信ドラマ
- 電撃婚〜perfume of love〜（2010年8月 - 11月、BeeTV） - 柳沼健児 役
- ラヴコンシェル 第9週「ヘヴンズコール」（2013年1月21日 - 25日・27日、NOTTV） - 長谷部憲路 役[27]

### インターネットドラマ
- ショートムービー『Heather LOVE Short Movies』 #4「アオイの手紙」（2012年11月10日 - ） - 黒田 役
- 77部署合体ロボダイキギョー ドラマ・伝え方が9割（2017年11月29日、AmazonPrimeビデオ） - 甲田高志 役

### 番組
- はちみつキッチン（2014年5月、TBS）
- 鉄道紀行 ニッポンぶらり鉄道旅（NHK BSプレミアム） - 旅人
  - 第101回（2017年6月15日）
  - 第113回（2017年11月16日）
- おいしい記憶 きかせてください（2017年11月25日、BSフジ） - 調査員[28]

### CM
- 増田塾（2013年 - 2016年）

### ラジオ
- D-RADIO BOYS SUPER feat.瀬戸康史 柳下大（2012年4月 - 6月、bay-fm）
- D-RADIO BOYS SUPER feat.D☆DATE（2012年10月 - 2017年10月、bay-fm）

### オリジナルビデオ
- ドリフト5（2007年9月7日）

### 映像作品
- 柳下大 イン メイキング・オブ吉原遊郭（2008年10月、エスピーオー）
- D-BOYS FRIEND series Vol.5 「柳下大 TOMORROW」（2009年11月26日、コンテンツリーグ）

## 書籍

### 写真集
- 柳下大（2008年5月14日、ワニブックス） ISBN 978-4-84-704093-1
- DAWN〜夜明け〜（2012年7月13日、主婦と生活社） ISBN 978-4-391-14217-4

### 雑誌連載
- JUNON 「トモコン〜TOMO Concierge〜」（2009年7月号 - 2012年5月号、主婦と生活社）
- ar（アール） （2013年9月号 - 2016年10月号、主婦と生活社）※隔月

## 主な演出作品

### 舞台（演出）
- 朗読劇「私の道しるべ」 （2021年2月6日 -2月14日、東京・サンモールスタジオ）[29]